# Adarb

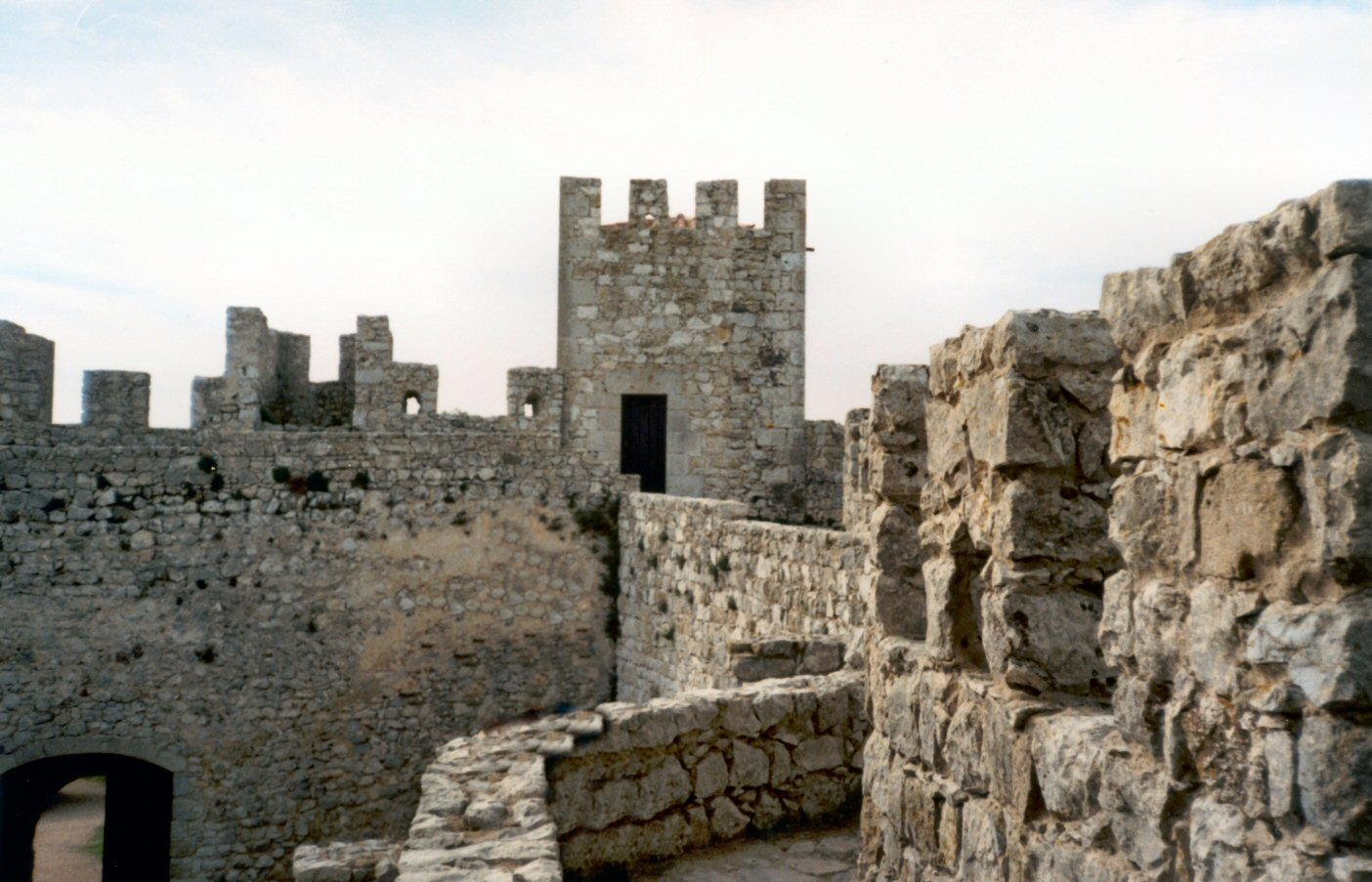
Adarb del castell de Sesimbra a Portugal

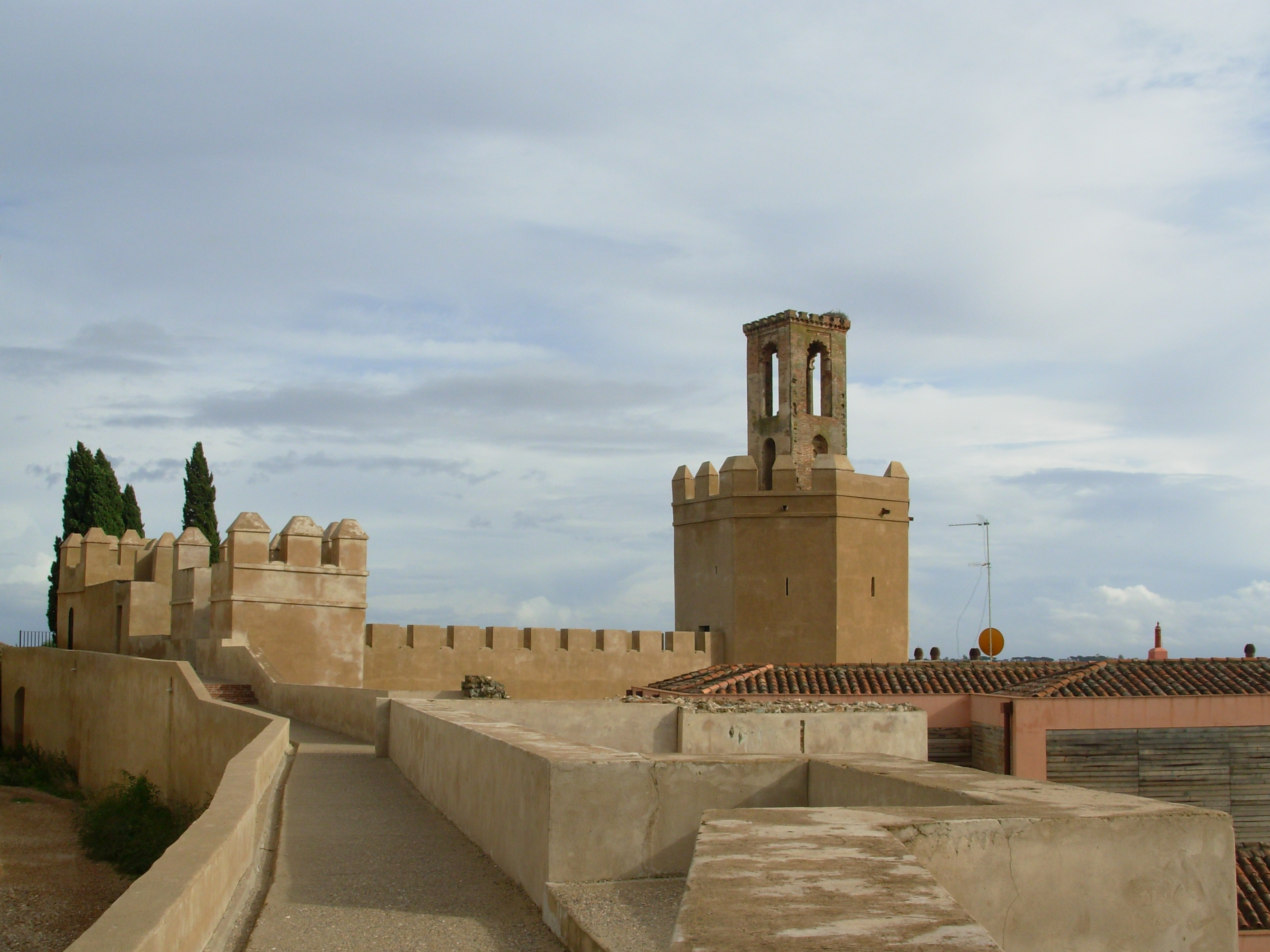
Adarb de l'alcassaba de Badajoz a Espanya, amb la torre d'Espantaperros al fons

L'adarb (castellanisme), andador o anador, andami o camí de ronda és un camí practicat al llarg del mur d'una fortificació en una zona marítima o terrestre que serveix per la vigilància.
El terme adarb ja era conegut a l'edat mitjana, com per exemple per a descriure el barri ad hoc de Tarragona, i sembla d'origen àrab.
És un corredor estret situat sobre una muralla, protegit a l'exterior per un parapet emmerletat, que permetia als sentinelles de fer la ronda, com de distribuir els defensors. Comunicava els diferents elements de defensa vertical, com llocs de vigilància o d'altres. Pot ser cobert o volat entre dues torres que defensen la porta principal del castell. Va ser molt utilitzat en les fortificacions de l'edat mitjana.